# Hamburg-Wandsbek (stadsdeel)
Hamburg-Wandsbek is een stadsdeel van de Duitse stad Hamburg in het district Wandsbek en omvat het grondgebied van de voormalige zelfstandige stad Wandsbek met zijn wijken Hinschenfelde en Wandsbek Gartenstadt. De voormalige deelgemeenten: Marienthal, Tonndorf en Jenfeld zijn nu afzonderlijke stadsdelen van Hamburg in hetzelfde district.

Wapen van Wandsbek

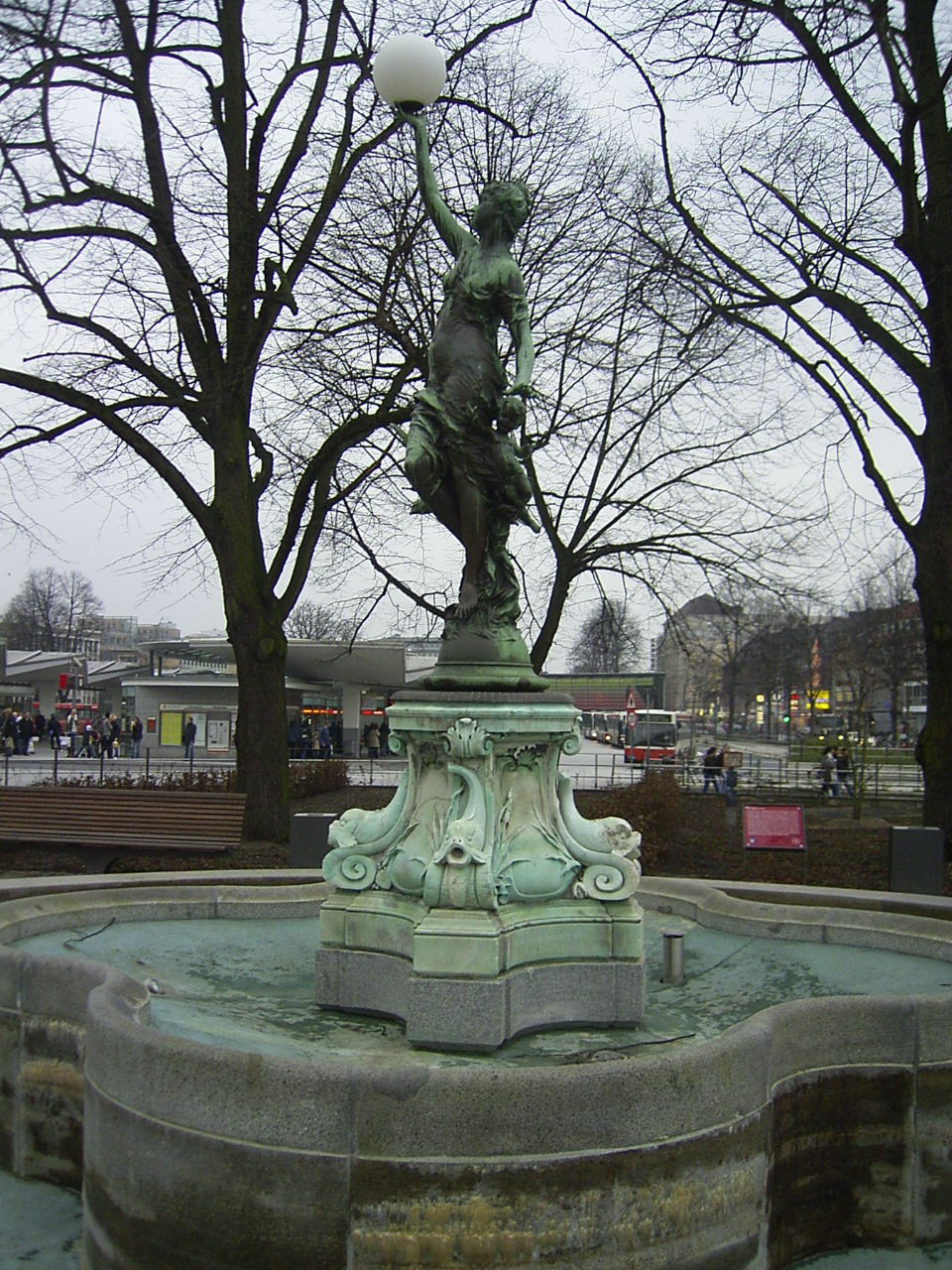
Puvogelfontein

## Geschiedenis

### Naam
De oudst bekende benaming is Wantesbeke en dateert uit de 13e eeuw. Deze naam was overgenomen van het door de plaats stromende beekje, nu Wandse genaamd. In de 16e en 17e eeuw werd de naam als Wandsbeck geschreven wat erop wijst dat de "e" lang uitgesproken moest worden. In een besluit van het Sleeswijks bestuur van 1 september 1877 werd opdracht gegeven de "c" weg te laten, wat het gemeentebestuur aanvankelijk weigerde. Op 12 september 1879 werd dan toch de huidige schrijfwijze aangenomen. Gelijkaardige spellingswijzigingen van plaatsen in Hamburg werden pas in 1946 doorgevoerd.

### Middeleeuwen
Voor het eerst vermeld in een oorkonde van de graaf van Schauenburg van 10 oktober 1296, is er verder weinig bekend over dit kleine boerendorp in de middeleeuwen. Vanaf 1460 werd de Deense koning heerser van Sleeswijk-Holstein en daardoor ook van Wandsbek.

### Nieuwe tijd
In 1524 werd Wandsbek een zelfstandig adellijk goed. Een reeks Hamburgse burgers had het goed in pand van de Deense koning. De laatste onder hen, Adam Tratziger, verkocht het gebied aan Heinrich Rantzau, stadhouder van de Deense koning voor zijn deel van Sleeswijk-Holstein. Vanaf toen werd Wandsbek meer dan een boerendorp. Er werden stuwen op de Wandse gebouwd om de waterkracht te benutten. De Wandesburg, een met grachten omringd waterkasteel werd gebouwd. Tycho Brahe was er te gast in de periode 1597/98 en deed er waarnemingen. Van 1614 tot 1641 was de Deense koning Christian IV zelf heer van het gebied. In 1645 verwierf de Hamburgse burger Albert Balthasar het goed en breidde het aanzienlijk uit door de aankoop van Hirschenfelde en Tonndorf.
Heinrich Carl von Schimmelmann, een Deens-Duits koopman en slavenhandelaar verwierf het goed in 1762. Onder Schimmelmann kende Wandsbek een radicale economische opleving. Voor de poorten van Hamburg ontwikkelde het boerendorp zich tot industriegebied. Ruggengraat daarvan waren de molens, brouwerijen en andere ambachtelijke en industriële bedrijven. Zo werkten er tot 1500 arbeiders in vijf katoenblekerijen. In 1762 begon Schimmelmann met de bouw van een drieveugelig herenhuis, dat vanwege zijn omvang later het Wandsbeker Schloss werd genoemd. Schimmelmanns erfgenamen verkochten het noordelijk deel aan de Deense koning en behielden het zuiden (ongeveer overeenstemmend met Marienthal) in privébezit.

### 19e en 20e eeuw
Bij het einde van de Tweede Duits-Deense Oorlog in 1864 ging Wandsbek naar Pruisen. Het volgende jaar werd de spoorlijn Hamburg-Lübeck gebouwd die vlak langs Wandsbek voorbijkwam. Er werd een eerste station gebouwd, waarmee de verkeersinfrastructuur duidelijk verbeterde. In 1870 woonden al meer dan 10.000 mensen in Wandsbek en verkreeg het stadsrechten.

## Bezienswaardigheden
- Het Schimmelmann-Mausoleum (1787 - 1791), gebouwd door von Gottlieb Horn,  geldt als een van de belangrijkste classicistische gebouwen van Noord-Europa
- De Claudius-gedenksteen (1840)
- De Rantzaustein (1573) is Hamburgs oudste nog bestaande grenssteen
- De "Historische Rundgang" (1998) leidt de bezoeker langs 37 bezienswaardige of historische locaties in het centrum van Wandsbek

### Parken
- Puvogelbrunnen-tuin bij Wandsbeker Markt
- Eichtalpark in Hinschenfelde
- Wandsbeker Gehölz
- Botanische Tuin Wandsbek

### Kerken
- Christuskirche bij de Wandsbeker Markt
- Kreuzkirche in Hinschenfelde
- Stephanskirche in Wandsbek Gartenstadt
- St. Joseph bij het Wandsbeker Gehölz